# Belrain
Belrain település Franciaországban, Meuse megyében. Lakosainak száma 38 fő (2022. január 1.). Belrain Érize-la-Brûlée, Nicey-sur-Aire, Raival, Ville-devant-Belrain és Villotte-sur-Aire községekkel határos.

## Népesség
A település népességének változása:
| Lakosok száma | 54   | 36   | 44   | 43   | 39   | 37   | 34   | 33   | 35   | 38   |
|               | 1968 | 1990 | 2006 | 2011 | 2015 | 2016 | 2018 | 2019 | 2021 | 2022 |